# E. Hilter & Luftkaffe Nr. 1
E. Hilter & Luftkaffe Nr. 1 er et kassettebånd af Errol Norstedt fra 1977, hvor han bruger pseudonymet E. Hitler & Luftwaffe (dog kaldet E. Hilter & Luftkaffe denne gang).
Kassetten indeholder den originale version af sangen "Hakan", som er en af Errol Norstedts mest berømte sange.
På denne kassette vises figuren Börje Lundin for første gang, en karakter, der var almindelig i Norstedts produktion.
I en sketch på kassetten deltager Errol Norstedts daværende kæreste Hanne Mikkelsen.
Sangen "Samhället" fik en ny optagelse på kassetten Bonnatwist fra 1985.
Sangen "Slicka Fitta" fik en ny optagelse på kassetten Dårarnas Julafton fra 1988.
Sangen "Hemorroider I Mitt Rövhål" fik en ny optagelse på kassetten E. Hitler & Luftwaffe Nr. 3 Del 1 fra 1979.

## Spor
Alle sange skrevet og komponeret af Errol Norstedt. 
| 1. | "Hakan"                                              | 02:12 |
| 2. | "Ta Mig I Röven, Pojkar! (Greve von Bögröv)"         | 02:07 |
| 3. | "Slicka Fitta (Frisse Frisén)"                       | 02:58 |
| 4. | "Musik Från Krypton"                                 | 01:35 |
| 5. | "Samhället"                                          | 02:38 |
| 6. | "Fruntimmer Ska En' Ha Å' Knulla Mä' (Börje Lundin)" | 03:25 |
| 7. | "Hemorroider I Mitt Rövhål (Evald Gryngång)"         | 02:05 |
| 8. | "Hokala"                                             | 02:55 |

### Sangtitler på dansk
- Hakan - Hagen.
- Ta Mig I Röven, Pojkar! - Tag Mig I Røven, Drenge!
- Slicka Fitta - Slikke Fisse.
- Musik Från Krypton - Musik Fra Krypton.
- Samhället - Samfundet.
- Fruntimmer Ska En' Ha Å' Knulla Mä' - Fruentimmer Skal Man Have Til At Knalde Med.
- Hemorroider I Mitt Rövhål - Hæmoider I Mit Røvhul.